# Piadina romagnola
La piadina romagnola o piada (in romagnolo pié, pjida o pièda) è un prodotto alimentare tipico della Romagna, composto da una sottile focaccia di farina di grano, strutto o olio di oliva, bicarbonato o lievito, sale e acqua, che viene tradizionalmente cotta su una lastra rotonda di terracotta, detta "teglia" (tégia in romagnolo) o testo (tëst), ma oggi più comunemente su piastra di metallo oppure su lastra di pietra refrattaria. È, per dirla con Giovanni Pascoli, «il pane, anzi il cibo nazionale dei Romagnoli».
Nel 2014 l'Unione europea l'ha inserita tra i marchi con Indicazione geografica protetta.

## Origini

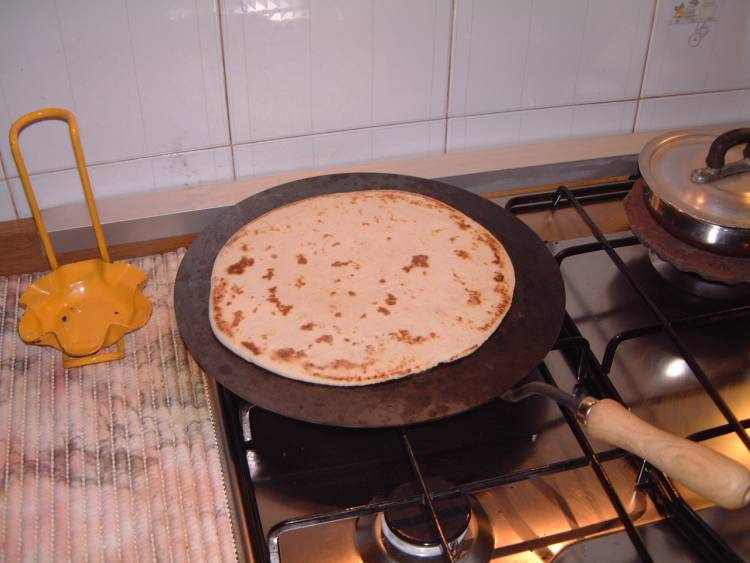
Tégia in ghisa per la cottura della piada

Fin dagli antichi Romani erano in uso simili forme di pane, focacce sottili non lievitate cotte su pietra o testi in terracotta. La prima testimonianza scritta della piadina risale all'anno 1371, quando nella Descriptio Romandiolae, il cardinal legato Anglico de Grimoard, ne descrive la ricetta: «Si fa con farina di grano intrisa d'acqua e condita con sale. Si può impastare anche con il latte e condire con un po' di strutto».
Forme antiche di piada utilizzavano anche farine più povere, come di castagne o di ghiande, specialmente nelle zone di montagna.

### Etimologia
Piada (in lingua romagnola piê, pièda, pjida) deriva dal latino medievale plàdena o plàtena, da plathana, a sua volta dal greco πλάθανον pláthanon "piatto lungo, teglia". La parola piada è attestata fin dal XVI secolo (Bembo, con il significato di "piattello"). La prima italianizzazione del termine dialettale romagnolo nella forma "piada" è dovuta a Giovanni Pascoli. Negli anni cinquanta e sessanta del Novecento era utilizzato, nell'italiano parlato dai romagnoli, il termine "pizza" (mentre la pizza vera era chiamata "pizza napoletana"). All'inizio degli anni settanta divenne invece prevalente l'uso del diminutivo piadina.

## Tipologia e preparazione
In Romagna sono diffusi due tipi ben distinti di piadina tradizionale:
- la piadina romagnola, tipica del Forlivese, del Cesenate e del Ravennate, più spessa
- la piadina riminese, più sottile[11][12]

### Piadina romagnola
Tradizionalmente (fino agli anni quaranta del Novecento) era fatta solo con farina di frumento, strutto, sale e acqua. Lo spessore era 1,5–2 cm e il diametro superava i 40 cm: le grandi dimensioni erano legate al fatto che le famiglie erano mediamente composte da una decina di persone. Non si usavano lieviti, oppure si utilizzava una piccola quantità di lievito madre, lo stesso usato per il pane. Veniva cotta su teglie fabbricate da artigiani di Montetiffi, ottenute dalla cottura in antichi forni a legna di un miscuglio di due diverse argille reperite nella zona, assumendo un caratteristico colore marrone-grigiastro.
Dagli anni cinquanta in poi le dimensioni e lo spessore si ridussero a 25–30 cm e 0,5–1 cm rispettivamente. Si passò a usare teglie di terracotta comune, fabbricate da varie fornaci del territorio, ma la cottura in terracotta era possibile solo su fuoco di fascine, o sulla cucina economica (che sostituì la rola), poiché si richiede una fiamma che lambisca tutta la superficie inferiore. Dagli anni sessanta si diffusero teglie in ghisa o ferro o alluminio che, avendo una maggiore conducibilità, potevano essere usate sopra la fiamma del gas, consentendo la cottura della piada in qualunque cucina. Venne anche introdotto, per renderla più soffice, friabile e conservabile, un agente lievitante, che inizialmente era bicarbonato di sodio, e in seguito il lievito comunemente usato per i dolci (a base di pirofosfato di sodio).
Per evitare che, nel corso della cottura, si formino all'interno bolle di vapore, la piadina viene perforata inizialmente con una forchetta in più punti. Se ben cotta, deve presentare le caratteristiche chiazze color mattone e mai nere. Dopo la cottura per qualche minuto deve disperdere umidità dall'interno, perciò va tenuta verticalmente ben esposta all'aria, spesso in apposite rastrelliere in legno.
La piadina romagnola varia leggermente da zona a zona. Nel Forlivese e nel Cesenate è spessa ed è più grande rispetto all'area dell'Imolese, dove è più piccola, ampia come una mano aperta.

### Piadina riminese
In provincia di Rimini è tipica una piadina molto diversa, molto sottile (2–3 mm) e flessibile, così da potere essere piegata su sé stessa. In cottura forma delle bolle che, alla fine, lasciano i caratteristici "occhi". A differenza del tipo romagnolo, forlivese e ravennate, che deve asciugare molto, la riminese deve trattenere una certa umidità interna, e appena cotta viene appoggiata sul tagliere o anche ammucchiata.

## Uso e diffusione

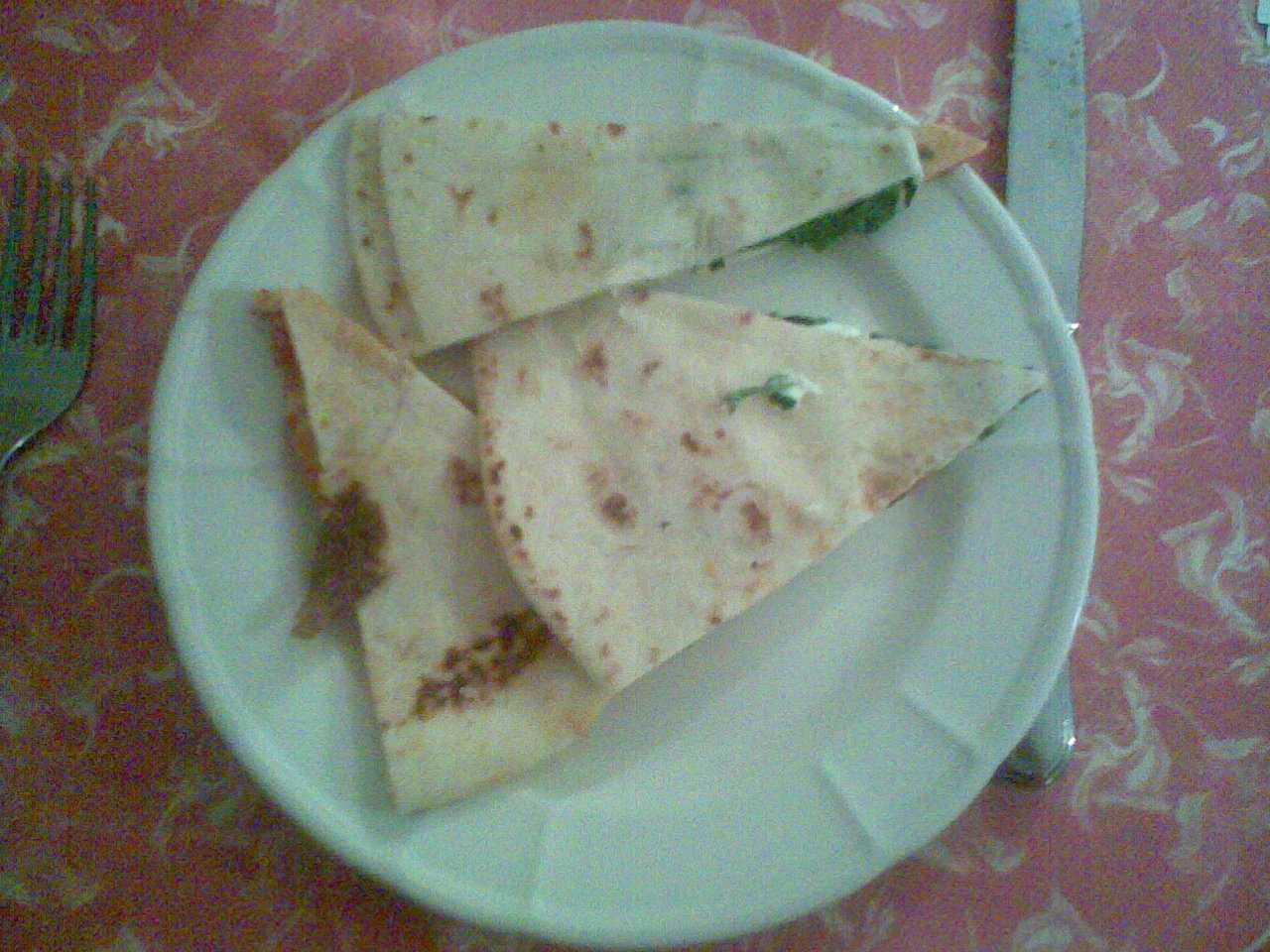
Piadina, rucola e squacquerone

Può essere mangiata come pane per accompagnare varie pietanze nel corso dei pasti principali. Inoltre, farcita in vario modo, si presta a spuntini o è consumata come cibo di strada. Tradizionalmente viene tagliata in quadretti (spicchi) che tipicamente sono 4, ma possono essere anche 6 o 8 (se la piada non è molto grande, anche in due metà) e farcita con salumi (prosciutto, salame, coppa, coppa di testa) o formaggio squacquerone o salsiccia cotta alla brace o alla piastra (spesso unendo cipolla arrostita) o con fette di porchetta. Nel riminese è tradizionale l'abbinamento piada, e sardoncini (alici a scottadito) con radicchio e cipolla.

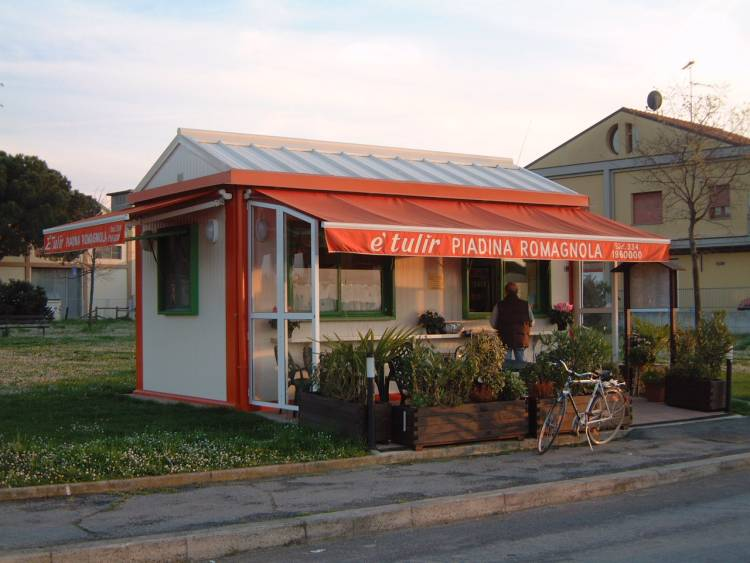
Chiosco di piadine a Cesena nella tipica colorazione bianca con bordi rossi

La piadina, sia nella versione romagnola che riminese, si prepara in casa, o la si acquista nei caratteristici chioschi dove le "piadinare" la stendono e cuociono al momento, vendendo sia piade vuote che farcite, disponendo anche di sedie e qualche tavolo per il consumo sul posto (ma non è autorizzato il servizio). I chioschi, presenti in gran numero nelle città della Romagna, sono spesso colorati a bande verticali, con colori standardizzati per le varie località, con il bianco come tinta di base.
Molte trattorie o ristoranti romagnoli servono la piadina come pane.

### Piadina industriale a lunga conservazione e controversie sull'IGP
A partire dagli ultimi decenni del XX secolo alcune industrie hanno messo in commercio imitazioni, precotte e a lunga conservazione, distribuite nei supermercati di tutta Italia; generalmente tendono ad avvicinarsi al tipo riminese, più adatto alla lunga conservazione. Per questi prodotti industriali e per la grande distribuzione è stato istituito un disciplinare IGP, che garantisce alcuni requisiti. Tuttavia si tratta di prodotti molto lontani, dal punto di vista organolettico, dalla piadina tradizionale cotta al momento, in casa o nei chioschi. Il disciplinare IGP infatti ammette farine di frumento di qualunque provenienza mondiale, l'uso di additivi conservanti (alcool etilico) e consente la vendita del prodotto molti mesi dopo la sua cottura. Pertanto il disciplinare IGP è stato contestato dai ristoratori e gestori dei chioschi romagnoli, i quali producono e servono al momento piadina che non risulta IGP. Anche Slow Food e i più noti esperti di gastronomia romagnola si sono opposti.

#### Denominazione di Indicazione Geografica Protetta (IGP)
Con il Regolamento 1174, pubblicato il 4 novembre 2014 sulla Gazzetta ufficiale dell'Unione europea, è stata registrata come Indicazione geografica protetta la piadina romagnola/piada romagnola anche nella variante alla Riminese con ambito territoriale esteso alle intere province di Rimini, Forlì-Cesena, Ravenna e alla parte della provincia di Bologna a est del fiume Sillaro; il simbolo è l’immagine stilizzata di un gallo e di una spiga di grano.

## Crescione

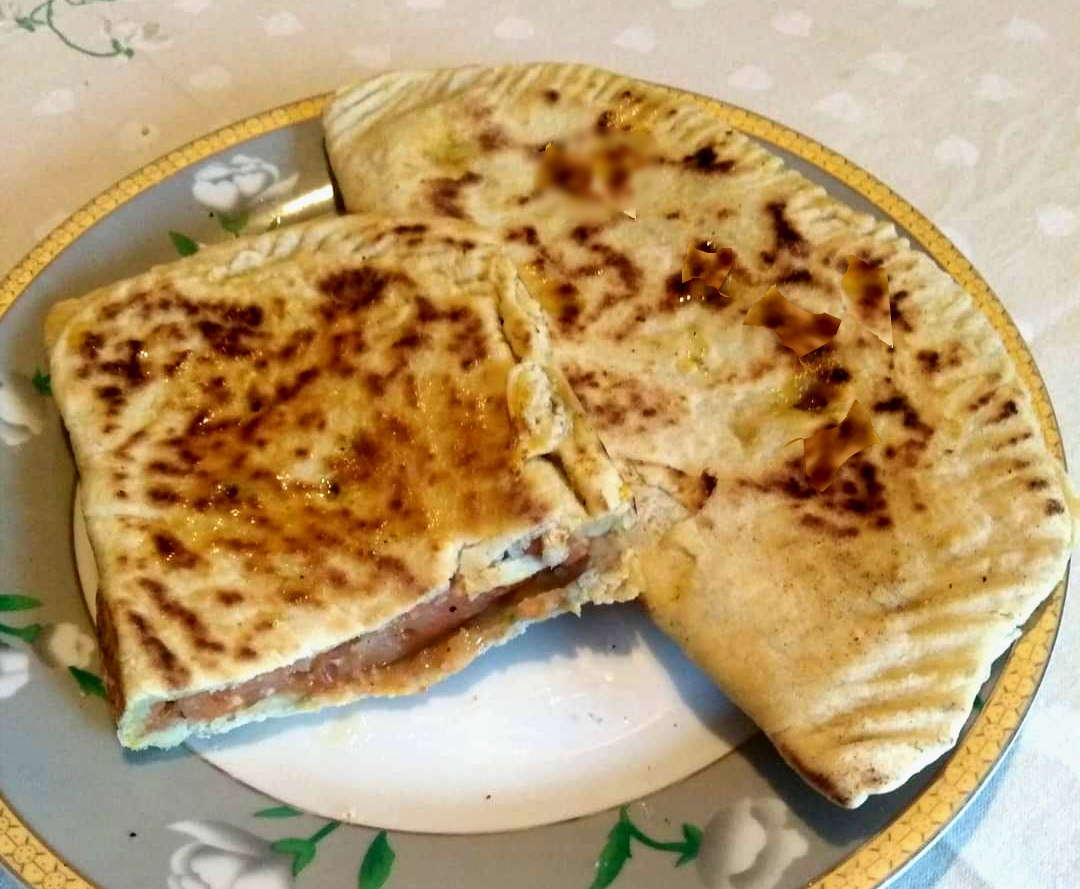
Crescione

Il crescione o anche cassone (nel riminese), cascione (a Cattolica e in Valmarecchia), calzone (nell'imolese), in romagnolo carsón, cunsón o casòun, è una tipica preparazione derivata dalla piadina. La sfoglia è molto più sottile (circa 4 mm, senza differenze evidenti fra l'area riminese e il resto della Romagna); prima della cottura viene farcita, ripiegata e chiusa a mezzaluna saldando bene i bordi con una pressione. La farcitura tradizionale è di erbe di campo (condite con aglio, olio, sale e pepe, prima lessate, oppure crude e tritate molto fini). Tradizionalmente si usano, raccogliendole spontanee nei campi e nelle zone incolte, rosole (rosolaccio), scarpegn (crespigno), e altre. Più spesso si usano spinaci, bietole (spesso foglie di barbabietola da zucchero staccate qua e là nella coltivazione) e cicoria, variamente miscelati fra loro.
Altri ripieni, non tradizionali ma oggi usati, soprattutto nei chioschi, sono: zucca e patate, patate e salsiccia, fricò (miscuglio di melanzane, zucchine, cipolle, peperoni, pomodori cotti in olio d'oliva), mozzarella e pomodoro, prosciutto cotto e mozzarella.

## Varianti
Piada sfogliata
Nelle zone prossime al confine marchigiano (Montefeltro) è diffusa la piada sfogliata, somigliante alla crescia urbinate. L'impasto viene suddiviso in porzioni che vanno stese e unte di strutto in superficie, poi arrotolate e attorcigliate a chiocciola; stendendo infine la piada, questa mantiene internamente vari strati, separati da veli di strutto, assumendo consistenza sfogliata dopo la cottura.
Piada con i ciccioli
Piadina realizzata usando frammenti di ciccioli (solitamente avanzi) al posto dello strutto.
Piada nella cenere
Piadina di tipo lievitato (lievito madre) ricoperta di foglie di noce o castagno e cotta sotto la cenere calda. In uso fino agli anni 1950, quando ancora molte case avevano l'arola.
Piada unta
Antica piadina povera; era ottenuta semplicemente unendo alla farina l'acqua di cottura, appositamente conservata dai giorni precedenti, del cotechino, ricca di grasso, salata e pepata, senza dovere aggiungere altri ingredienti.
Piadotto
Antica piadina povera, realizzata con farina di granoturco.
Piada fritta
È tutt'ora diffusa nelle zone di Forlì, Faenza e Imola (dove anche molte piadinerie la preparano), meno presente nel resto di Romagna, e viene preparata in modi diversi. Si usa generalmente impasto da pane, che si stende e taglia a losanghe poi fritte nello strutto, somigliando al pinzino ferrarese e alla ficattola; oppure viene stesa a dischi, fritti poi nella loro forma circolare. Altrimenti si usa lo stesso impasto della piadina comune, contenente bicarbonato o lievito istantaneo, risultando meno gonfia.

## Piade dolci
- Piada dolce: è una piada il cui impasto è arricchito con uova e zucchero, cotta nel testo.[33][34]
- Piada dei morti: focaccia bassa contenente uvetta mandorle noci e pinoli, cotta in forno.
- Piadina della Madonna del Fuoco: a Forlì, in occasione della festa della Madonna del Fuoco, patrona della città, è tradizione preparare una torta chiamata piadina della Madonna del Fuoco o pane della Madonna del Fuoco. Gli ingredienti tradizionali risultano: farina, latte, zucchero, burro oppure olio extravergine di oliva, lievito di birra e - particolarità - semi di anice.

## Nella letteratura e in editoria
- La piada di Giovanni Pascoli
- La piè (Il pane dei poveri) di Marino Moretti
- La piê, rivista culturale fondata da Aldo Spallicci nel dicembre del 1919. Esistita fino al 2019,[35] è considerata la più prestigiosa rivista di cultura romagnola.